# Orthonyx de Temminck
Orthonyx temminckii
Espèce
Synonymes
- Orthonyx maculatus Stephens, 1826[2]
- Orthonyx spinicaudus Temminck, 1827[2]
- Orthonyx temmincki Ranzani, 1822[2]
- Orthonyx temminckii chandleri Mathews, 1912[2]

Statut de conservation UICN

 LC  : Préoccupation mineure
L'Orthonyx de Temminck (Orthonyx temminckii) est une espèce endémique d'Australie de passereaux de la famille des Orthonychidae.

## Description

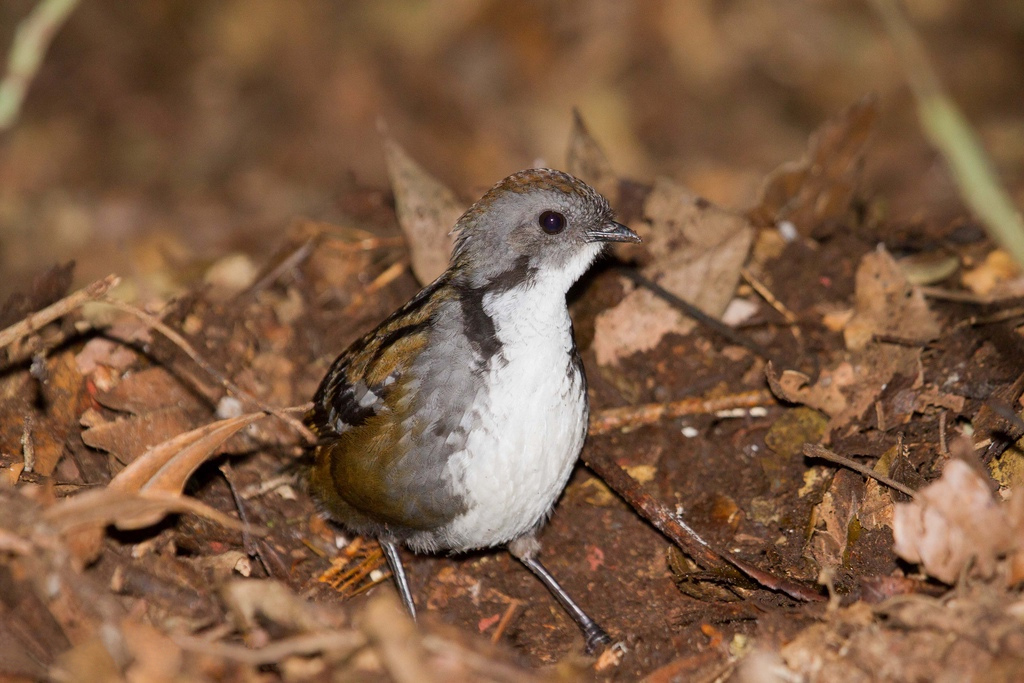
Orthonyx de Temminck (mâle)